# هيو ألان (قسيس مسيحي)
هيو ألان (بالإنجليزية: Hugh Allan)‏ هو قسيس مسيحي بريطاني، ولد في 3 أغسطس 1973 في هاتفيلد (هارتفوردشير) في المملكة المتحدة.